# Томас Монмутский
Томас Монмутский (Томас из Монмута, англ. Thomas of Monmouth; ранее 1149, Монмут, Уэльс — после 1172, Норвич, Англия) — валлиец, монах бенедиктинского монастыря в Норфолке, Англия в XII веке. Известен своим агиографическим сочинением «Жизнь и чудеса святого Вильяма из Норвича», положившим начало кровавому навету против евреев в Англии.

## Биография
Родился, вероятно, в Монмуте, поскольку своим именем идентифицируется с названием этого города. По мнению историка Гэвин И. Ленгмюра, он получил неплохое образование.
Прибыл в Норвич в 1149—1150 годах, спустя несколько лет после гибели юного Вильяма из Норвича (1144), в убийстве которой обвинялась еврейская диаспора Англии. Почти сразу же посвятил себя канонизации Вильяма путём сбора доказательств его святости и утверждая, что он был умерщвлён ритуально местными иудеями.
Утверждал, что получил подтверждение этому во время видения ему умершего в 1119 году епископа Норвича Герберта де Лозиньи, который якобы сообщил ему, что тело замученного мальчика должно быть перенесено в храм монастыря. Встретил скептическое отношение со стороны настоятеля Илии, который не был убеждён ни в святости Вильяма, ни в причастности к убийству его иудеев. Но перед смертью настоятеля в 1150 году мощи отрока всё равно были перезахоронены.

## Жизнь и чудеса святого Вильяма из Норвича
Томас утверждал, что крещёный еврей (марран) по имени Теобальд из Кембриджа признался ему, что каждый год собирается международный совет евреев, на котором они выбирают страну, в которой перед их Пасхой должен быть убит ребёнок. Якобы еврейское пророчество гласило, что ежегодные убийства христианских детей гарантировали скорое возвращение евреев в Палестину. В 1144 году такой страной была выбрана Англия, и лидеры диаспоры принудили евреев из Норвича совершить убийство. Последние же похитили и распяли местного отрока Вильяма.
Свидетельство Томаса из Монмута стало одним из самых ранних описаний обвинения евреев в ритуальном убийстве в христианской Европе. Ленгмюр наводит на мысль, что Томасу принадлежит утверждение, что евреи распяли Вильяма таким образом, чтобы имитировать смерть Иисуса Христа. Более ранние авторы, однако, лишь сообщали, что евреи виновны в убийстве Вильяма вследствие отворения его крови. Считается, что «расследования» Томаса из Монмута послужили одним из предлогов изгнанию евреев из Англии королём Эдуардом I в 1290 году.
Томас продолжал прибавлять к своей книге новые материалы и после составления в 1150 году первой её части. Вторую он написал, вероятно, в 1155 году. При этом, по мнению исследователя его творчества Беннетта, он встретился с заметным неприятием со стороны местного церковного руководства, скептически смотревшего на его «доводы», но, будучи весьма красноречивым и мастером ведения диспутов, сумел таки настоять на своём. Окончательно агиографический труд Томаса с предисловием был завершён лишь в 1172 году.
Рукописи Томаса были обнаружены М. Г. Джеймсом и опубликованы в 1896 году с историческими комментариями Джеймса и Августа Джессопа.